# Fântâna Mare (Tulcea)
Fântâna Mare (antiguamente Başpunar) es una localidad rumana de la comuna de Ciucurova, en el condado de Tulcea.

## Toponimia
El antiguo nombre del lugar puede encontrarse escrito con las grafías Baş-Punar y Başpunar. Era de origen turco y provenía de 'baş' = 'cabeza' y 'punar' = 'fuente', 'pozo'. Pasó a llamarse Fântâna Mare.

## Historia
Hacia comienzos del siglo XX la comuna, que ya por entonces pertenecía al condado de Tulcea, formaba parte de la comuna de Slava-Rusească y tenía contabilizada una población de 455 habitantes, que al parecer eran principalmente rusos.
En la segunda mitad del siglo XX la localidad había pasado a formar parte de la comuna de Ciucurova. En el censo de 2021 la localidad tenía una población de 396 habitantes.